# Александр Данилович
Александр Данилович (умер в 1308/09 году) — московский княжич, сын князя Даниила Александровича.

## Биография
Александр был одним из младших сыновей князя Даниила Александровича Московского. Дата его рождения неизвестна. После смерти отца в 1303 году всё княжество унаследовал старший сын Юрий, а остальные вопреки существовавшей традиции не получили уделов. Александр и ещё один из братьев, Борис, поссорились с Юрием и бежали к его врагу Михаилу Ярославичу Тверскому. В 1308 году Михаил совершил поход на Москву, чтобы свергнуть Юрия и сделать новым князем Александра, но потерпел неудачу. Вскоре после этого, в 1308 или 1309 году, Александр умер.
Согласно преданию, Даниил Александрович назвал в честь Александра город Алексин.
Александр Данилович стал персонажем исторического романа Дмитрия Балашова «Великий стол» из серии «Государи Московские».